# Грін-Лейн (Пенсільванія)
Грін-Лейн (англ. Green Lane) — місто (англ. borough) в США, в окрузі Монтгомері штату Пенсільванія. Населення — 490 осіб (2020).

## Географія
Грін-Лейн розташований за координатами 40°20′12″ пн. ш. 75°28′18″ зх. д. / 40.33667° пн. ш. 75.47167° зх. д. (40.336648, -75.471752).  За даними Бюро перепису населення США в 2010 році місто мало площу 0,88 км², з яких 0,86 км² — суходіл та 0,02 км² — водойми.

## Демографія
Згідно з переписом 2010 року, у селищі мешкало 508 осіб у 211 домогосподарстві у складі 145 родин. Густота населення становила 579 осіб/км².  Було 219 помешкань (250/км²).
Расовий склад населення:
| - 97,4 % — білих - 2,0 % — чорних або афроамериканців - 0,4 % — корінних американців - 0,2 % — азіатів |

До двох чи більше рас належало 0,0 %. Частка іспаномовних становила 1,0 % від усіх жителів.
За віковим діапазоном населення розподілялося таким чином: 20,7 % — особи молодші 18 років, 65,9 % — особи у віці 18—64 років, 13,4 % — особи у віці 65 років та старші. Медіана віку мешканця становила 45,0 року. На 100 осіб жіночої статі у селищі припадало 94,6 чоловіків;  на 100 жінок у віці від 18 років та старших — 104,6 чоловіків також старших 18 років.
Середній дохід на одне домашнє господарство  становив 77 815 доларів США (медіана — 63 438), а середній дохід на одну сім'ю — 90 840 доларів (медіана — 90 208). Медіана доходів становила 45 673 долари для чоловіків та 49 107 доларів для жінок. За межею бідності перебувало 0,4 % осіб, у тому числі 0,0 % дітей у віці до 18 років та 3,0 % осіб у віці 65 років та старших.
Цивільне працевлаштоване населення становило 278 осіб. Основні галузі зайнятості: виробництво — 21,6 %, роздрібна торгівля — 18,7 %, освіта, охорона здоров'я та соціальна допомога — 14,7 %, фінанси, страхування та нерухомість — 14,0 %.